# Igor Kukavica
Igor Kukavica, slovenski matematik, * 1964
Kukavica je maturiral leta 1982 na SNŠ Ljubljana (danes Gimnazija Bežigrad).
Danes je profesor matematike na Univerzi Južne Kalifornije v ZDA.